# Atletica leggera ai Giochi della XXVIII Olimpiade - 200 metri piani femminili

Video della Finale

La competizione dei 200 metri piani femminili è stata una delle 23 gare previste nel programma di atletica leggera femminile ai Giochi della XXVIII Olimpiade svoltisi ad Atene nel 2004.

## Presenze ed assenze delle campionesse in carica
| Competizione         | Atleta            | Prestazione | Atene 2004   |
| -------------------- | ----------------- | ----------- | ------------ |
| Olimpiadi 2000       | Pauline Davis     | 22”27       | Ritir. 2001  |
| Commonwealth 2002    | Debbie Ferguson   | 22”20       | Presente     |
| Europei 2002         | Muriel Hurtis     | 22”43       | Presente     |
| Coppa del mondo 2002 | Debbie Ferguson   | 22”49       | Presente     |
| Asiatici 2002        | Saraswati Saha    | 23”28       | Presente     |
| Panamericani 2003    | Roxana Díaz       | 22”69       | Assente      |
| Africani 2003        | Mary Onyali       | 23”09       | Presente     |
| Mondiali 2003        | A. Kapačinskaja   | 22”38       | Squalificata |
|                      |                   |             |              |
| Mondiali junior 2000 | Veronica Campbell | 22”87       | Presente     |

1. ↑  Sotto la bandiera delle Bahamas.

## La gara
La più veloce di batterie e Quarti è Veronica Campbell. La giamaicana si conferma vincendo la seconda semifinale con il miglior tempo dell'anno (22"13). La prima è appannaggio della giovane (19 anni) Allyson Felix (22"36). Merlene Ottey, 44 anni, che nei Quarti aveva corso in 22"72 (record del mondo di categoria), si infortuna e non conclude la sua gara.
Finale: Veronica Campbell è la più veloce di tutte a scattare dai blocchi (corsia 4); appare prima sul rettilineo finale, mantiene il vantaggio fino alla fine e va a vincere.
Solo la Felix ha cercato di contrastarla (corsia 3) ed è finita seconda con il nuovo record mondiale juniores.
Veronica Campbell è la prima donna giamaicana a vincere un oro olimpico in una gara di velocità, ostacoli esclusi.

## Risultati

### Turni eliminatori
| 7 Batterie         | 23 agosto | 43 partenti   | Si qualificano le prime 4 più i 5 migliori tempi. |
| 4 Quarti di finale | 23 agosto | 8 + 8 + 8 +8  | Si qualificano le prime 3 più i 4 migliori tempi. |
| 2 Semifinali       | 24 agosto | 8 + 8         | Si qualificano le prime 4.                        |
| Finale             | 25 agosto | 8 concorrenti |                                                   |

### Finale
Stadio olimpico, mercoledì 25 agosto, ore 23:20.
| Pos      | Paese       | Atleta            | Tempo |
| -------- | ----------- | ----------------- | ----- |
|          | Giamaica    | Veronica Campbell | 22"05 |
|          | Stati Uniti | Allyson Felix     | 22"18 |
|          | Bahamas     | Debbie Ferguson   | 22"30 |
| 4        | Giamaica    | Aleen Bailey      | 22"42 |
| 5        | Bulgaria    | Ivet Lalova       | 22"57 |
| 6        | Belgio      | Kim Gevaert       | 22"84 |
| 7        | Stati Uniti | Muna Lee          | 22"87 |
| ex aequo | Regno Unito | Abiodun Oyepitan  | 22"87 |